# Okeford Fitzpaine
Okeford Fitzpaine är en by och en civil parish i Dorset i England. Orten har 913 invånare (2011). Byn nämndes i Domedagsboken (Domesday Book) år 1086, och kallades då Adford.